# Полтавское духовное училище
Полтавское духовное училище (укр. Полтавське духовне училище) — духовное училище Полтавской епархии, существовавшее с 1818 по 1918 год. Находилось по улице Колонийской № 19 (теперь улица Сковороды № 18).
Первоначально располагалось в двух домах возле Полтавского Крестовоздвиженского монастыря. В 1871 году у помещика Башкирцева и немецких колонистов Шиклера и Бенке был приобретён участок, на котором в 1875—1876 годы инженером И. И. Фёдоровым для училища было построено здание, сохранившееся до наших дней.
С 1820 до 1854 состояло из двух училищ: приходской (подготовительного) и уездного, которыми осуществлял руководство ректор и инспектор. В 1876 году количество учеников составляло 227. С 1876 до 1901 года в училище поступило 1265 детей духовенства и 315 детей других сословий. Количество учащихся достигало 306 (1899 года), количество преподавателей с администрацией — 17 человек (1916 год).
Преподавались, кроме специальных предметов, и общеобразовательные: русский, латинский и греческий языки, русская история, естествознание, география, арифметика, пение. Закрыто в 1918 году. В доме бывшего училищу (улица Сковороды № 18) теперь находится Полтавский аграрный колледж аграрной академии.